# تاو۸ مار
تاو۸ مار یک ستاره است که در صورت فلکی مار قرار دارد.